# Otto Ludvig Beckman
Otto Ludvig Beckman, född 29 april 1856 i Skeppsholms församling i Stockholms stad, död 27 juni 1909 i Skeppsholms församling i Stockholms stad (mördad), var en svensk militär (generalmajor).

## Biografi

### Karriär i flottan
Beckman blev elev vid Kungliga Sjökrigsskolan 1870. Han gjorde sjöexpeditioner med korvetten af Chapman 1871 och 1872 samt med korvetten Norrköping 1873–1876. Han inledde sin sjöofficerskarriär som underlöjtnant i flottan 1876 samt befordrades till löjtnant 1881 och kapten 1888. Under sin tjänstgöring till lands genomgick han speciell minkurs 1879, Kungliga Krigshögskolan 1880–1881 och Artilleri- och ingenjörhögskolan 1881–1882. År 1885 beordrades han att tillhöra minvapnet och 1888 flottans fasta minförsvar. Han var lärare vid Kungliga Sjökrigsskolan 1889–1891.
Efter att 1876–1891 ha tjänstgjort vid Stockholms örlogsstation överfördes han på grund av omplaceringar inom minvapnet 1891 till Karlskrona örlogsbas, där han var chef för Mindepartementet 1891–1901. Av hans sjökommenderingar kan nämnas att han deltog i två långresor med fregatten Vanadis samt var sekond på korvetten Eugenie (i minavdelningen) 1889, sekond på logementsfartyget af Chapman (i minavdelningen) 1892, fartygschef på kanonbåten Gunhild 1892, fartygschef på af Chapman (i minavdelningen) 1894 och 1896 samt chef för minavdelningen på af Chapman 1898 och 1900. Beckman befordrades till kommendörkapten av andra graden 1897 och kommendörkapten av första graden 1900. Han var från 1899 ledamot av direktionen för flottans pensionskassa och 1899–1904 ledamot av kommittén för kustartilleriets omorganisation.

### Karriär i kustartilleriet
När kustartilleriet inrättades den 1 januari 1902 överflyttades Beckman till detta vapenslag som överste. Han var 1902–1907 chef för Karlskrona kustartilleriregemente tillika artilleribefälhavare i Karlskrona fästning. Han var därtill chef för Kustartilleriets skjutskola 1904–1905. År 1907 befordrades han till generalmajor, varpå han var chef för kustartilleriet från 1907 till sin död. Han var ledamot av 1907 års parlamentariska försvarskommitté. Under krigsövningen 1908 förde han befälet över Blå kustposition och över Vaxholms och Oskar-Fredriksborgs fästningar.

### Övrig verksamhet
Otto Ludvig Beckman invaldes 1891 som ledamot av Kungliga Örlogsmannasällskapet och utsågs 1907 till hedersledamot av sällskapet. Han invaldes 1901 som ledamot av Kungliga Krigsvetenskapsakademien.
Han var under många år ledamot av Karlskrona stadsfullmäktige och vice ordförande i drätselkammaren i staden.

### Familj

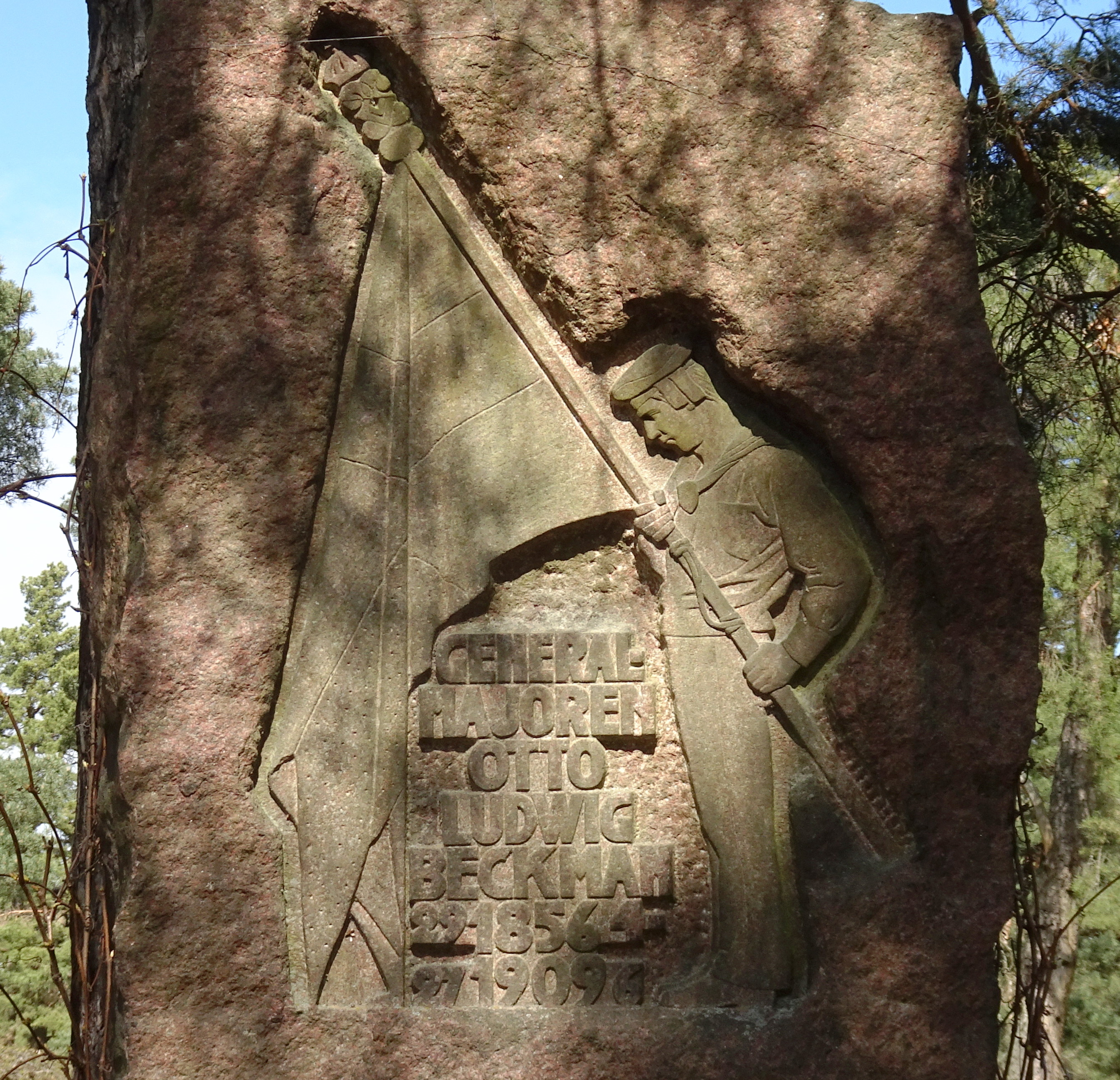
Beckmans gravsten (detalj).

Otto Ludvig Beckman var son till materielförvaltaren i flottan och tituläre hovkamreraren Otto Alfred Ossian Beckman och Julia Matilda Lundgren. Han gifte sig 1883 med Olga Maria Högstedt (1861–1943) och tillsammans hade de sönerna överstelöjtnant Per Evald Ottocar Beckman (1885–1962), kommendörkapten Sven Alfred Ottocar Beckman (1887–1962), och häradshövding Herbert Ottocar Beckman (1893–1981) samt dottern, rektor Olga Elsa Beckman (1888–1975).

### Mordet
I samband med tsar Nikolaj II:s besök i Stockholm 1909 försökte anarkisten Hjalmar Wång enligt vissa uppgifter mörda tsaren. I stället för detta avlossade han ett dödande skott mot Beckman. Beckman gravsattes den 2 juli 1909 på Norra begravningsplatsen i Solna kommun.

### Utmärkelser
- Riddare av första klassen av Svärdsorden, 1896.[13]
- Kommendör av andra klassen av Svärdsorden, 1 december 1904.[14]
- Kommendör av första klassen av Svärdsorden, 16 juni 1908.[15]